# Saga Airlines
Saga Airlines (ICAO-code: SGK) was een luchtvaartmaatschappij, gestationeerd in Istanboel, Turkije. Deze chartermaatschappij vervoerde voornamelijk toeristen. De maatschappij werd opgericht in 2004 en vloog voor het eerst in juni 2004. Ze was voor 100% eigendom van Abdulkadir Kolot. De vloot van Saga Airlines bestond in 2006 uit 1 Airbus A300B2 en 2 Airbus A310-300. De twee Airbus A310-toestellen werden later geleased aan het Iraanse Mahan Air. In 2013 stopte Saga Airlines met het uitvoeren van vluchten.
ACT Airlines · AJet · Corendon Airlines · Freebird Airlines · MNG Airlines · Pegasus Airlines · Southwind Airlines · SunExpress · Tailwind Airlines · Turkish Airlines ·  Turkish Cargo · ULS Airlines Cargo

Vluchten gestaakt: Air Anatolia · Ankair · AtlasGlobal · Bestair · Birgenair · Borajet · Fly Air · Inter Airlines · IZair · Orbit Express Airlines · Onur Air · Saga Airlines · Sky Airlines · Tarhan Tower Airlines · Turkuaz Airlines